# Wałerij Łuczkewycz
Wałerij Ihorowycz Łuczkewycz, ukr. Валерій Ігорович Лучкевич (ur. 11 stycznia 1996 w Zaporożu) – ukraiński piłkarz, grający na pozycji pomocnika.

## Kariera piłkarska

### Kariera klubowa
Wychowanek Metałurha Zaporoże, barwy którego bronił w juniorskich mistrzostwach Ukrainy (DJuFL). Karierę piłkarską rozpoczął 25 lipca 2012 w juniorskiej drużynie Metałurha. 18 grudnia 2013 podpisał kontrakt z Dniprom Dniepropetrowsk. Najpierw występował w drużynie rezerw Dnipra, a 24 lipca 2014 debiutował w podstawowym składzie w meczu z Metałurhem Donieck. 30 stycznia 2017 został piłkarzem Standardu Liège. 4 stycznia 2019 został wypożyczony do FK Ołeksandrija. W czerwcu 2019 klub wykupił kontrakt piłkarza.

### Kariera reprezentacyjna
Występował w juniorskich reprezentacjach Ukrainy U-17 i U-19. Od 2015 bronił barw młodzieżówki

## Sukcesy i odznaczenia

### Sukcesy klubowe
Dnipro Dniepropetrowsk
- finalista Ligi Europy: 2014/15
- brązowy medalista Mistrzostw Ukrainy: 2014/15

Standard Liège
- zdobywca Pucharu Belgii: 2017/18

FK Ołeksandrija
- brązowy medalista Mistrzostw Ukrainy: 2018/19

### Sukcesy reprezentacyjne
- 1/8 finalista Mistrzostw Świata U-20: 2015